# Kentucky Fried Chicken en Perú
KFC Corporation, que opera comercialmente como KFC (abreviatura de Kentucky Fried Chicken), es una cadena estadounidense de restaurantes de comida rápida especializada en pollo frito. En Perú, la franquicia inició operaciones en 1981, convirtiéndose en la primera cadena internacional de comida rápida en establecerse en el país. Su primer local abrió en el distrito de Miraflores, Lima, y desde entonces ha expandido su presencia a nivel nacional. 
KFC Perú tiene su sede en Lima y fue la primera cadena internacional de restaurantes en instalarse en el país. Hasta abril de 2024, cuenta con más de 150 locales y alrededor de 4,000 colaboradores. La operación de KFC en Perú está a cargo de Delosi S.A., un grupo empresarial peruano que gestiona la franquicia y también administra otras marcas reconocidas como Burger King, Chili’s, Madam Tusan, Pinkberry, Pizza Hut, Starbucks, y Wanta. Delosi ha sido fundamental en la expansión y modernización de KFC en el territorio peruano.

## Historia

### Fundación
La primera franquicia de Kentucky Fried Chicken en Perú abrió en el distrito de Miraflores, Lima, el 27 de marzo de 1981. KFC popularizó el pollo en la industria de la comida rápida, diversificando el mercado al desafiar el dominio establecido de la hamburguesa. Este evento marcó la llegada de la primera franquicia internacional de comida rápida al país. Desde entonces, KFC ha expandido su presencia por diversas ciudades del territorio peruano, consolidándose como una de las principales cadenas de comida rápida especializadas en pollo frito.
El ingreso de la marca al país fue liderado por Raúl Diez Canseco Terry, quien descubrió el potencial de la franquicia durante una estadía en Guayaquil, Ecuador, en la década de 1970. Impresionado por el éxito de un restaurante de KFC, gestionó personalmente la solicitud de la franquicia ante la empresa matriz en los Estados Unidos. A pesar de las dificultades del idioma y la complejidad del proceso, viajó a Louisville, Kentucky, y logró obtener la concesión con un plazo de 90 días para establecer el negocio. Su persistencia culminó con la apertura del primer local en Lima, marcando un hito en la historia empresarial del país.

### Expansión rápida y consolidación en el mercado peruano
En sus primeros nueve meses de operaciones, registró ventas por más de medio millón de dólares, superando los récords previos de la marca en América Latina. Esta apertura marcó uno de los primeros ingresos de cadenas de comida rápida estadounidenses al mercado peruano. Durante las décadas siguientes, la expansión de KFC estuvo vinculada al contexto económico del país. Tras un periodo de inestabilidad durante los años 80, caracterizado por crisis económicas, hiperinflación y violencia política, el Perú adoptó reformas estructurales en la década de 1990 que promovieron el libre mercado y atrajeron inversión extranjera. A partir de entonces, el crecimiento económico sostenido y la urbanización facilitaron el desarrollo de sectores como el comercio minorista y los servicios alimentarios.
El aumento del poder adquisitivo en zonas urbanas, la expansión de centros comerciales y el cambio en los hábitos de consumo impulsaron la demanda de comida rápida. En este escenario, KFC extendió su presencia a ciudades como Arequipa, Trujillo y Chiclayo, manteniendo su receta original y adaptando su oferta a las preferencias locales. Según la Cámara Peruana de Franquicias, el sector de comida rápida en el país creció aproximadamente un 15 % anual durante la última década. Cadenas extranjeras como KFC, McDonald’s y Burger King alcanzaron una participación conjunta del 60 % del mercado, apoyadas por sus estructuras corporativas y estrategias de expansión. En paralelo, marcas locales también incrementaron su participación en el sector. En diciembre de 2024, KFC abrió su primera tienda digital en Perú, ubicada en el distrito de Surco. Esta tienda incorporó quioscos de autoservicio, conectividad digital y nuevas formas de atención. Para ese año, la cadena contaba con más de 155 locales en el país, todos operados por la empresa Delosi S.A., responsable también de la gestión de otras franquicias internacionales en Perú.